# Dizy (Marne)
Dizy ist eine französische Gemeinde mit 1.485 Einwohnern (Stand: 1. Januar 2022) im Département Marne in der Region Grand Est. Sie gehört zum Arrondissement Épernay und zum Kanton Épernay-1. Die Einwohner werden Dizyciens genannt.

## Geographie
Dizy liegt am Canal latéral à la Marne, der die südliche Gemeindegrenze bildet. Umgeben wird Dizy von den Nachbargemeinden Champillon im Norden, Ay im Osten, Magenta im Süden sowie Hautvillers im Westen.
Durch die Gemeinde führt die Route nationale 51.

## Geschichte
1965 wurde die Gemeinde durch die Teilung der Gemeinde Dizy-Magenta gebildet.

### Bevölkerungsentwicklung
| Jahr                       | 1962 | 1968 | 1975 | 1982 | 1990 | 1999 | 2006 | 2018 |
| Einwohner                  | 982  | 1047 | 1070 | 1319 | 1542 | 1832 | 1714 | 1505 |
| Quellen: Cassini und INSEE |      |      |      |      |      |      |      |      |

## Sehenswürdigkeiten
- romanische Kirche Saint-Timothée aus dem 16. Jahrhundert

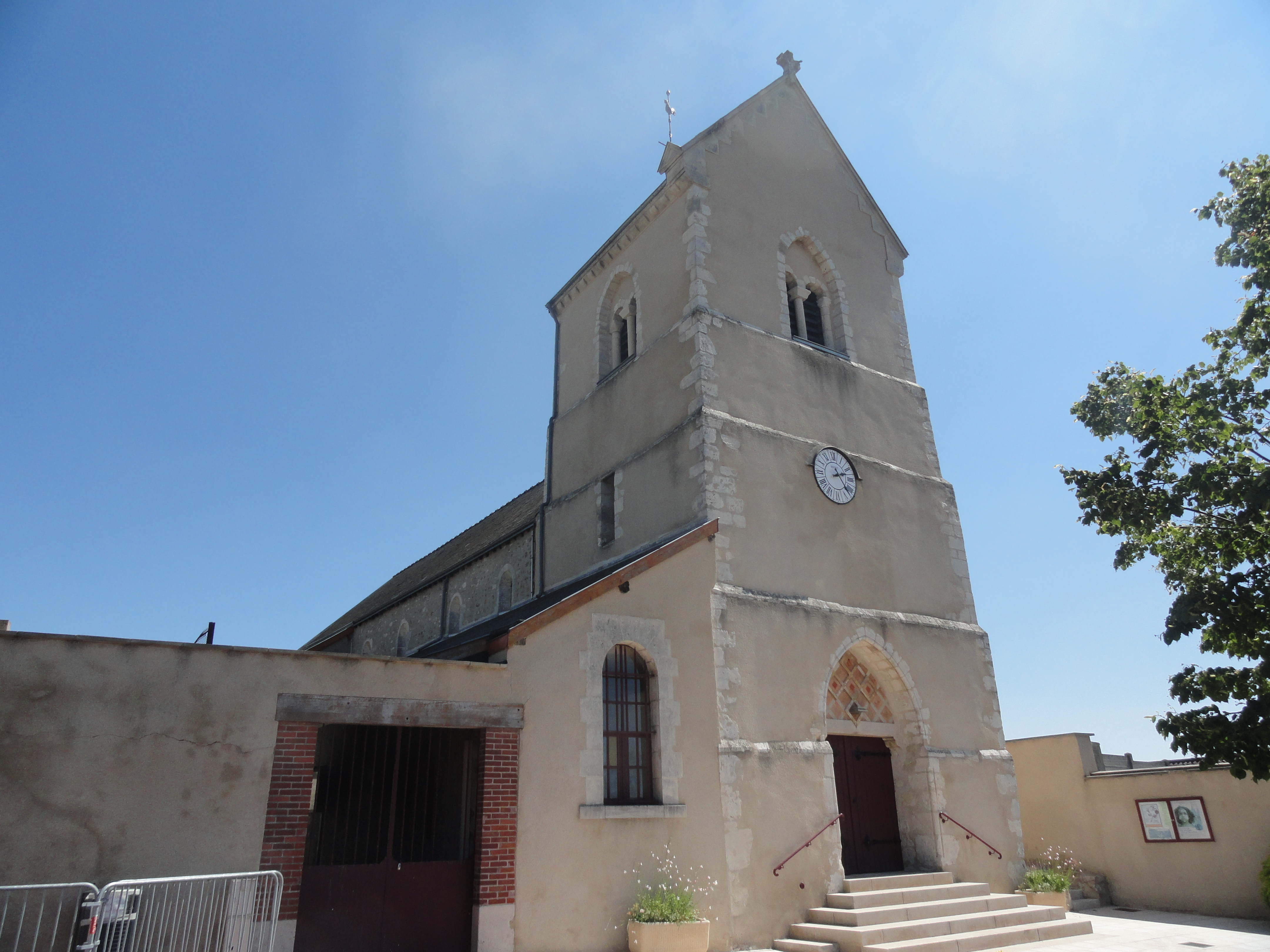
Kirche Saint-Timothée

## Persönlichkeiten
- René Bliard (1932–2009), Fußballspieler

## Gemeindepartnerschaft
Mit der deutschen Gemeinde Sommerach in Bayern besteht seit 1995 eine Partnerschaft.